# Ойкаси (Цівільський район)
Ойка́си (рос. Ойкасы, чув. Уйкасси) — присілок у складі Цівільського району Чувашії, Росія. Входить до складу Малоянгорчинського сільського поселення.
Населення — 57 осіб (2010; 73 у 2002).
Національний склад:
- чуваші — 88 %